# Апачи (окръг)
Окръг Апачи (на английски: Apache County) е окръг в щата Аризона, Съединени американски щати. Площта му е 29 054 km², а населението – 73 112 души (2016). Административен център е град Сейнт Джонс.

## Градове
- Ийгър
- Спрингървил